# Barman (Wies)
Barman is een nummer van de Nederlandse band Wies uit 2021. Het is de vierde single van hun debuutalbum Het is een Wies.
"Barman" is een rustige ballad met een melancholisch geluid. Volgens frontvrouw Jeanne Rouwendaal is de plaat ontstaan uit liefdesverdriet. "Eigenlijk een heel treurig toekomstperspectief dat ik voor me zag. Dat ik dan in een vicieuze cirkel terecht zou komen van een baan waar ik niet helemaal gelukkig mee was. En dan naar de kroeg. En dat daar dan die barman zou zijn waar ik mijn verhaal nog bij kwijt kan", zei Rouwendaal bij Jan-Willem Roodbeen op NPO Radio 2. Het nummer werd een klein radiohitje in Nederland, maar bereikte de hitlijsten niet.